# Snakov
Snakov est un village de Slovaquie situé dans la région de Prešov.

## Histoire
Première mention écrite du village en 1543.

## Démographie

### Évolution de la population
| Année:               | 1994. | 2004.   | 2014.   | 2024.   |
| -------------------- | ----- | ------- | ------- | ------- |
| Nombre de personnes: | 600   | 655     | 686     | 654     |
| Différence:          |       | +9,16 % | +4,73 % | -4,66 % |

| Année:               | 2023. | 2024.   |
| -------------------- | ----- | ------- |
| Nombre de personnes: | 655   | 654     |
| Différence:          |       | -0,15 % |